# All You Need Is Now
All You Need Is Now — тринадцатый студийный альбом британской нью-вейв группы Duran Duran. Релиз альбома состоялся 21 декабря 2010 в цифровом формате на iTunes Store. На компакт-диске и виниле пластинка поступила в продажу в марте 2011 года — через тридцать лет после первого релиза группы.

## Об альбоме

### Предыстория и запись
После коммерческого провала предыдущего студийного альбома Red Carpet Massacre (2007), спродюсированного Тимбалендом, Duran Duran расторгла с хип-хоп продюсером отношения. В 2008 году группа встретилась с Марком Ронсоном — музыкальным продюсером, диджеем и лауреатом «Грэмми». Ронсон ещё до знакомства с Duran Duran был известен своей работой с такими исполнителями, как Эми Уайнхаус, Адель, Kaiser Chiefs и Лили Аллен.
В процессе записи и написания композиций, в студию были привлечены (не без участия Ронсона) такие исполнители, как Ник Ходжсон (экс-Kaiser Chiefs), Ана Матроник (Scissor Sisters) и Kelis.

### Звучание
При работе над пластинкой, Марк Ронсон и группа постарались передать звучание более характерное первым альбомам, таким как Duran Duran (1981) и Rio (1982). Так, во многих песнях можно услышать отсылки к их предыдущим хитам, таким как «The Chauffer» («The Man Who Stole A Leopard» и «Before The Rain»), «Hold Back The Rain» («Runway Runaway»), «Girls On Film» («Girl Panic!») и «Save A Prayer» («Leave A Light On» и «Mediterrreanea»).

## Список композиций

### Загрузочный релиз 21.12.2010
1. «All You Need Is Now» — 4:46
2. «Blame the Machines» — 4:06
3. «Being Followed» — 3:47
4. «Leave a Light On» — 4:36
5. «Safe (In the Heat of the Moment)» (при участии Аны Матроник) — 3:59
6. «Girl Panic!» — 4:31
7. «The Man Who Stole a Leopard» (при участии Kelis) — 6:13
8. «Runway Runaway» — 3:04
9. «Before the Rain» — 4:12

### Физический релиз 21/22.03.2011
1. «All You Need Is Now» — 4:46
2. «Blame the Machines» — 4:06
3. «Being Followed» — 3:47
4. «Leave a Light On» — 4:36
5. «Safe (In the Heat of the Moment)» (при участии Аны Матроник) — 3:59
6. «Girl Panic!» — 4:31
7. «A Diamond In the Mind» (инструментальная композиция) — 1:15
8. «The Man Who Stole a Leopard» (при участии Kelis) — 6:13
9. «Other People’s Lives» — 3:43
10. «Mediterranea» — 5:38
11. «Too Bad You’re So Beautiful» — 4:54
12. «Runway Runaway» — 3:04
13. «Return to Now» (инструментальная композиция) — 1:33
14. «Before the Rain» — 4:12
15. «Networker Nation» — 3:10
16. «Early Summer Nerves» — 3:04 1
17. «Too Close to the Sun» — 5:16
18. «This Lost Weekend» — 3:12

1
В британской версии альбома песня заменена на Youth Kills Mix-версию песни «All You Need Is Now».

## Музыканты

### Duran Duran
- Саймон Ле Бон — вокал, акустическая гитара («Leave a Light On»)
- Ник Роудс — клавишные, программирование
- Джон Тейлор — бас-гитара
- Роджер Тэйлор — ударные
- Дом Браун — гитара

### Сессионные музыканты
- Марк Ронсон — гитара («Leave a Light On»)
- Анна Росс — бэк-вокал («Being Followed»)
- Саймон Виллескрофт — клавишные («Before the Rain», «The Man Who Stole a Leopard»)
- Нина Хуссейн — голос («Blame the Machines», «A Diamond In the Mind»)
- Тавиа — бэк-вокал («Safe (In the Heat of the Moment)»)
- Ана Матроник — рэп-вокал («Safe (In the Heat of the Moment)»)
- Kelis — бэк-вокал («The Man Who Stole a Leopard»)
- Оуэн Паллетт — аранжировка струнных («A Diamond In the Mind»)
- The St. Kitts String Octet — струнные («A Diamond In the Mind»)
- Джейми Уолтон — виолончель («Being Followed», «Before the Rain»)